# تلوپی، نیو ساوت ولز
تلوپی (به انگلیسی: Telopea) یک حومه شهر در استرالیا است که در نیو ساوت ولز واقع شده‌است.